# الشيخ رضوان (غزة)
حي الشيخ رضوان هو أحد أحياء مدينة غزة ويحده من الغرب مخيم الشاطئ للاجئين ومن الجنوب حي الرمال الشمالي ومن الشمال محافظة شمال قطاع غزة ومن الشرق يحده حي التفاح ومنطقة اليرموك. يعد حي الشيخ رضوان من أهم أحياء مدينة غزة حيث يمر به شارع الجلاء ويمر به أيضاً شارع النصر كما ويوجد به «مقبرة الشيخ رضوان» أحد مقابر مدينة غزة وممن دفن فيها القياديان أحمد ياسين وعبد العزيز الرنتيسي.

## مساجد الشيخ رضوان
- مسجد الرضوان (غزة) «يعتبر أقدم مساجد الحي»
- مسجد التقوى (غزة)
- مسجد النور والإيمان
- مسجد الامان
- مسجد بئر السبع
- مسجد النور المحمدي
- مسجد الراشد
- مسجد الإسراء
- مسجد الايمان
- مسجد سعيد صيام
- مسجد سيد الشهداء حمزة
- مسجد النصر الشمالي
- مسجد هشام حمد
- مسجد الفرقان (غزة)
- مسجد أيمن جودة

## مدارس حي الشيخ رضوان
- سلسلة مدارس المقوسي "ثانوي واعدادي" مثل مدرسة سامي العلمي الثانوية
- مدرسة الموهوبين
- مدرسة زهرة المدائن
- مدرسة حسن سلامة
- مدرسة رامز فاخرة
- مدرسة الهدي ومدرسة حمامة
- مدرسة عبد الرحمن بن عوف
- مدرسة مصعب بن عبد المطلب
- مدرسة أسماء بنت أبي بكر
- مدرسة عبد الملك بن مروان
- مدرسة عمرو بن العاص
- مدرسة الاقصى
- مدرسة الرافدين
- مدرسة سليمان سلطان
- مدرسة البراق للبنات
- مدرسة اليرموك
- مدرسة شهداء الشيخ رضوان
- مدرسة ابوذر الغفاري
- مدرسة جولس
- مدرسة السوافير

## مراكز الصحة في حي الشيخ رضوان
- المركز الصحي لحي الشيخ رضوان ويقع في الشارع الثاني
- المركز الصحي لحي الشيخ رضوان - وكالة ويقع في الجهة الجنوبية لحي الشيخ رضوان
- اتحاد لجان العمل الصحي ويقع في الجهة الغربية لحي الشيخ رضوان.

## الأمن في الشيخ رضوان
- مركز شرطة الشيخ رضوان يقع في وسط الشارع الثاني

## الأسواق
يعتبر السوق المركزي لحي الشيخ رضوان هو المركز الوحيد للتسوق للعائلات التي تقطن في الحي ويحتوي على الخضروات والفواكه ومواد التموين والبقالة والسكاكر والحلوى وحتى الأعمال والأشغال اليدوية، بالإضافة إلى سوق الشارع الأول للملابس الذي يحتوي على عشرات محلات الملابس الرجالية والنسائية والأطفال وتزداد بقعة هذا السوق ويتوافد عليه العديد من المناطق المجاورة في أيام الأعياد ومواسم المدراس والمواسم الخاصة أيضاً